# Nettleden
Nettleden är en by i civil parish Nettleden with Potten End, i distriktet Dacorum, i grevskapet Hertfordshire i England. Byn är belägen 4 km från Berkhamsted. Nettleden Brickendon var en civil parish 1866–1937 när blev den en del av Nettleden with Potten End. Civil parish hade 133 invånare år 1931.